# ألوان الرماد (مسلسل)
ألوان الرماد هو مسلسل عراقي عرض في عام 2006 .

## الممثلون
- ميثم صالح
- ريكاردوس يوسف
- ميس كمر
- فؤاد شهيد